# Acacia rutaefolia
Acacia rutaefolia é uma espécie de leguminosa do gênero Acacia, pertencente à família Fabaceae.